# Échangeur de Frais-Vallon
 (juin 2025).
Motif : Pas de sources. Voir Discussion:Échangeur de Shimukappu/Admissibilité.
- Archive Wikiwix
- Bing
- Cairn
- DuckDuckGo
- E. Universalis
- Gallica
- Google
- G. Books
- G. News
- G. Scholar
- Persée
- Qwant
- (zh) Baidu
- (ru) Yandex
- (wd) trouver des œuvres sur Wikidata

| 1. | Préciser le motif de la pose du bandeau. | Précisez le motif de la pose du bandeau en utilisant la syntaxe suivante : {{admissibilité à vérifier\|date=juin 2025\|motif=remplacez ce texte par le motif}}                                 |
| 2. | Informer les utilisateurs concernés.     | Pensez à avertir le créateur de l'article, par exemple, en insérant le code ci-dessous sur sa page de discussion : {{subst:avertissement admissibilité à vérifier\|Échangeur de Frais-Vallon}} |

L'échangeur de Frais-Vallon est un échangeur autoroutier situé à Marseille, créé dans les années 1960 et en cours de réaménagement en 2016 pour connecter la nouvelle rocade A507 (L2) à l'avenue Jean-Paul-Sartre dans le 13e arrondissement.

## Axes concernés
- L'autoroute A507 (L2), rocade de Marseille, vers Lyon (A7) à l'ouest et vers Toulon (A50) au sud ;
- Avenue Jean-Paul-Sartre (RD 4C), au sud vers le centre-ville et au nord vers Allauch ;
- Avenue de la Rose (RD 908), au sud vers Malpassé et au nord vers La Rose ;
- Avenue de Peypin (RD 4) vers Saint-Jérôme ;
- Avenue de Frais-Vallon vers Frais-Vallon.

## Quartiers desservis
- Frais-Vallon
- La Rose
- Malpassé

## Dessertes
- Piscine de Frais-Vallon
- Frais-Vallon (station de métro)